# Addicted (album)
Az Addicted a Sweetbox-projekt és Jade Villalon énekesnő stúdióalbuma. A Sweetbox tizedik, Jade kilencedik albuma. 2006. március 1-jén jelent meg Japánban, ahol több mint 100 000 példány kelt el belőle, és aranylemez lett.
Eredeti címe Bold & Delicious lett volna, de megváltoztatták, hogy elkerüljék az összetévesztést Hamaszaki Ajumi albumával (Hamaszaki több Sweetbox-dalt is feldolgozott, mielőtt azok megjelentek volna, a Bold & Deliciousön kívül a Ladies Nightot és a Beautiful Girlt is).
Az album három különböző változatban jelent meg; tizenkét dal mindhárom változaton szerepel, a japán változat két további dalt tartalmaz (Happy Tears és Vaya con Dios), az európai és koreai változatok az Addicted két remixét, valamint az európai változaton helyet kapott az Addicted videóklipje, egy előzetes a Live album DVD-jéből, és a The Winner Takes It All című ABBA-dal feldolgozása (rejtett számként), a koreai kiadáshoz pedig bónusz DVD jár öt dal koncertfelvételével.
Az album – hasonlóan a korábbi Sweetbox-albumok többségéhez – elemeket használ fel komolyzenei darabokból, az Addicted című dal például Vivalditól, a Here Comes the Sun pedig J. S. Bach Csellószvit Nr. 1 Prelúdiumából. A Happy Tears című dalt, ami csak az album japán kiadásán szerepel, eredetileg még a Classified című albumhoz vették fel. Minden dal szerzője GEO és Jade Villalon.

## Számlista
| #            | Cím                | Cím                | Cím                | Cím                            | Cím                | Cím                | Cím                            | Hossz         |
| ------------ | ------------------ | ------------------ | ------------------ | ------------------------------ | ------------------ | ------------------ | ------------------------------ | ------------- |
| 1.           | Graceland          | Graceland          | Graceland          | Graceland                      | Graceland          | Graceland          | Graceland                      | 3:37          |
| 2.           | Addicted           | Addicted           | Addicted           | Addicted                       | Addicted           | Addicted           | Addicted                       | 2:52          |
| 3.           | Here Comes the Sun | Here Comes the Sun | Here Comes the Sun | Here Comes the Sun             | Here Comes the Sun | Here Comes the Sun | Here Comes the Sun             | 3:09          |
| 4.           | Pride              | Pride              | Pride              | Pride                          | Pride              | Pride              | Pride                          | 3:26          |
| 5.           | Bold & Delicious   | Bold & Delicious   | Bold & Delicious   | Bold & Delicious               | Bold & Delicious   | Bold & Delicious   | Bold & Delicious               | 3:11          |
| 6.           | Every Step         | Every Step         | Every Step         | Every Step                     | Every Step         | Every Step         | Every Step                     | 2:48          |
| 7.           | Break Down         | Break Down         | Break Down         | Break Down                     | Break Down         | Break Down         | Break Down                     | 3:03          |
| 8.           | Dreams             | Dreams             | Dreams             | Dreams                         | Dreams             | Dreams             | Dreams                         | 2:52          |
| 9.           | Ladies Night       | Ladies Night       | Ladies Night       | Ladies Night                   | Ladies Night       | Ladies Night       | Ladies Night                   | 3:14          |
| Japán kiadás | Japán kiadás       | Japán kiadás       | Európai kiadás     | Európai kiadás                 | Európai kiadás     | Koreai kiadás      | Koreai kiadás                  | Koreai kiadás |
| 10.          | Vaya con Dios      | 2:49               | 10.                | Beautiful Girl                 | 3:22               | 10.                | Beautiful Girl                 | 3:22          |
| 11.          | Beautiful Girl     | 3:22               | 11.                | Over & Over                    | 3:21               | 11.                | Over & Over                    | 3:21          |
| 12.          | Over & Over        | 3:21               | 12.                | Million Miles                  | 2:24               | 12.                | Million Miles                  | 2:24          |
| 13.          | Happy Tears        | 3:38               | 13.                | Addicted (Boom Boom Remix)     | 3:29               | 13.                | Addicted (Boom Boom Remix)     | 3:29          |
| 14.          | Million Miles      | 2:24               | 14.                | Addicted (Pot Black Dirty Mix) | 3:54               | 14.                | Addicted (Pot Black Dirty Mix) | 3:54          |
|              |                    |                    | –                  | Live DVD-előzetes              |                    |                    |                                |               |
|              |                    |                    | –                  | Addicted (videóklip)           |                    |                    |                                |               |
|              |                    |                    | –                  | The Winner Takes It All        | 4:33               |                    |                                |               |

| Koreai kiadás bónusz DVD | Koreai kiadás bónusz DVD | Koreai kiadás bónusz DVD |
| ------------------------ | ------------------------ | ------------------------ |
| 1.                       | Graceland                |                          |
| 2.                       | Don’t Push Me            |                          |
| 3.                       | Pride                    |                          |
| 4.                       | Addicted                 |                          |
| 5.                       | Here Comes the Sun       |                          |

## Kislemezek
- Addicted
- Here Comes the Sun (csak promó)

## Here Comes the Sun
A Here Comes the Sun a Sweetbox második, utolsó kislemeze az Addicted című albumról. Csak promóciós kislemezen jelent meg 2006-ban, remixek nem készültek hozzá. Ez Jade Villalon énekesnő utolsó kislemeze a Sweetboxszal, ezután szólókarrierbe kezdett.
A dal részletet használ fel Johann Sebastian Bach 1. csellószvitjének prelúdiumából.